# Atós Alto
Atós Alto est un village de la province de Huesca, situé une dizaine de kilomètres au sud de la ville de Sabiñánigo, dans la Guarguera. Il est actuellement inhabité (INE, 2014).